# 93 a.C.
Il 93 a.C. (XCIII a.C. in numeri romani) è un anno  del I secolo a.C.

## Morti
- Antioco X, sovrano